# Isabel Ruiz Bartilson
Isabel Ruiz Bartilson (Gotemburgo, 30 de marzo de 1981) es una actriz chilena de cine, teatro y televisión. Comenzó su carrera televisiva en la teleserie juvenil 16 de Televisión Nacional de Chile en 2003.

## Carrera televisiva
En 2003 comienza su carrera televisiva, en la serie juvenil 16, donde interpreta a Canela Talavera, una joven que vive un embarazo en sus tiempos de escolar. En el 2005 participa en 17, su segunda temporada, con su mismo rol. Luego en el mismo año pasa a las teleseries verpertinas de TVN.
Su primera teleserie fue Los treinta interpretando a Berta Simonetti, hermana de Martina (Adela Secall), en el mismo año en su segundo semestre, interpreta a Tamara Carrera, hija de millonarios y dueños de empresa y una hermana antagonista, Vanessa (Luz Valdivieso).
En el 2006 participa en Floribella (Chile), interpretando a Renata y en el 2007 tiene una participación especial en la teleserie Amor por accidente interpretando a Juanita, amiga de Estela del Bosque (Antonia Zegers).
También ha participado en series como Bienvenida Realidad (TVN), Mis años grossos (Chilevisión), Teatro en Chilevisión (Chilevisión) y en Ala Chilena de (TVN).

## Filmografía

### Cine
- Bienvenida realidad (2002) - Gloria

### Televisión
| Año  | Teleserie             | Rol                      |              | Ref. |
| ---- | --------------------- | ------------------------ | ------------ | ---- |
| 2003 | 16                    | Canela Talavera Olivares | Reparto      |      |
| 2004 | 17                    | Canela Talavera Olivares | Reparto      |      |
| 2005 | Los treinta           | Berta Simonetti          | Reparto      |      |
| 2005 | Versus                | Tamara Carrera Rojo      | Reparto      |      |
| 2006 | Floribella            | Renata Gamboa            | Reparto      |      |
| 2007 | Amor por accidente    | Juana                    | 3 episodios  |      |
| 2009 | Mis años grossos      | Paula Bertoni Guzmán     | Reparto      |      |
| 2009 | Teatro en Chilevisión | Florencia/Javiera        | 2 episodios  |      |
| 2010 | Ala chilena           | Carolina                 | 2 episodios  |      |
| 2011 | Aquí mando yo         | Verónica Valdivieso      | 17 episodios |      |